# Uptown Girl
"Uptown Girl" é uma canção escrita e interpretada pelo músico norte-americano Billy Joel.
Em 1983, entrou no álbum An Innocent Man, que atingiu o 4.º lugar na lista da revista Billboard e obteve uma nomeação para o prémio Grammy de Melhor Álbum do Ano.
Deste álbum foram extraídos seis singles e três deles atingiram a lista do Top 10 americano. Uptown Girl foi um deles e recebeu uma nomeação para o prémio Grammy de Melhor Performance Vocal Masculina em "Best Pop".
Uptown Girl atingiu o 3.º lugar das paradas americanas e o 1.º lugar no Reino Unido.
O estilo de canção é considerada como uma reminiscência do grupo Frankie Valli and the Four Seasons.
Esta canção foi inspirada e escrita para a namorada de Joel na época (depois mulher), a supermodelo norte-americana Christie Brinkley que participou no videoclipe oficial.

## Posições nas tabelas internacionais
| Ano - 1983                | Posição       |
| ------------------------- | ------------- |
| Austrália                 | 1             |
| Áustria                   | 18            |
| Holanda                   | 8             |
| Alemanha                  | 18            |
| Japão                     | 64            |
| Noruega                   | 3             |
| Reino Unido               | 1             |
| Estados Unidos da América | 3             |
| Portugal                  | 1 por 3 meses |

## Versão de Westlife
"Uptown Girl" foi lançada como single do álbum Coast to Coast do grupo irlandês Westlife. A música virou também um single para caridade da Comic Relief. A canção se tornou o 8.º single número um por uma semana. Em comparação, a versão de Billy Joel passou cinco semanas no topo das paradas.
A canção é o 23.º single mais vendido da década de 2000 no Reino Unido, com vendas de 756 215 unidades. É o seu single mais vendido no Reino Unido e também alcançou a venda mais alta na primeira semana (292 318) de qualquer um dos seus singles.
A música foi o sexto single mais vendido do Reino Unido em 2001. A canção recebeu uma certificação Platina no Reino Unido por mais de 600 000 cópias vendidas.
O vídeo estreou em 12 de março de 2001 e foi para o primeiro lugar nas paradas de videoclipes.

### Faixas
CD1
1. "Uptown Girl" (Radio Edit) - 3:06
2. "Angels Wings" (2001 Remix) - 4:14
3. "Enhanced CD-Rom" (Com o vídeo de "Uptown Girl")

CD2
1. "Uptown Girl" (Radio Edit) - 3:06
2. "Uptown Girl" (Extended Version) - 5:02
3. "Behind The Scenes Footage & Band Messages" (filmagem dos bastidores e mensagens da banda)

CD Single (Europa)
1. "Uptown Girl" (Radio Edit) - 3:06
2. "Uptown Girl" (Extended Version) - 5:02
3. "Angels Wings" - 4:02
4. "Close Your Eyes" - 4:32
5. "Enhanced CD-Rom" (Com o vídeo de "Uptown Girl" e "Behind The Scenes Footage & Band Messages")

UK VHS Video Single
1. "Uptown Girl" (Video) - 3:14
2. "Behind The Scenes Footage & Band Messages" (filmagem dos bastidores e mensagens da banda)

### Certificações
| País        | Certificações (Westlife) |
| ----------- | ------------------------ |
| BPI         | Platina                  |
| IFPI Suécia | Ouro                     |

## Paradas
| Paradas (2000-2009)                                                       | Posição |
| ------------------------------------------------------------------------- | ------- |
| UK Top 100 Songs of the Decade (Top 100 canções da década no Reino Unido) | 23      |

## Outras versões
- A versão de Glee no quinto episódio da terceira temporada (conhecido como The First Time).
- A versão do Aaron Carter com o irmão Nick Carter dos Backstreet Boys.
- A versão dos The Chipmunks (Alvin e os Esquilos) na série animada de televisão dos anos 1980.